# Putzfräse

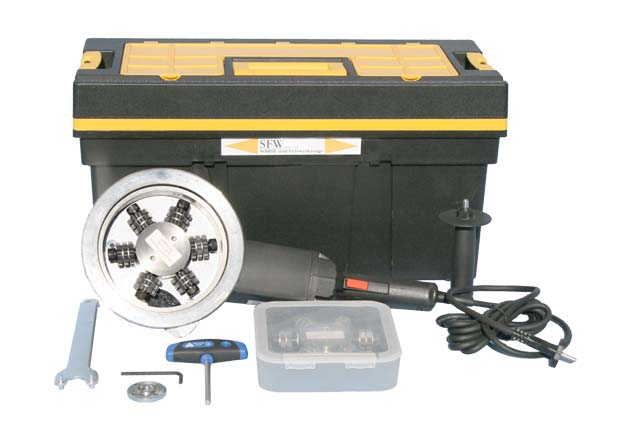
Fräse in Winkelschleifer-Form

Die Putzfräse ist ein handgeführtes Elektrowerkzeug, welches zum Abtragen von Putzen im Wandbereich, aber auch zum Entfernen von Farbbeschichtungen oder Kleberresten eingesetzt wird.

## Wirkungsweise
Putzfräsen nutzen dabei spezielle Werkzeugeinsätze mit Hartmetall-Fräsrädchen, welche mit viel Spiel auf Achsen über den zu bearbeitenden Untergrund laufen. Die Maschinendrehzahl einer Putzfräse beträgt nicht mehr als 20 Meter pro Sekunde, da die Gefahr des Zerbrechens der Hartmetall-Fräsrädchen darüber sehr schnell zunimmt. Zum Vergleich: Betonschleifer arbeiten mit Umfanggeschwindigkeiten von bis zu 80 Meter pro Sekunde.

## Einsatzgebiet
Eingesetzt werden Putzfräsen vornehmlich zum Abtragen von Putzen. Sie haben sich aber auch beim Entfernen von Altanstrichen oder von Fliesenkleber bewährt. Bedingt können sie auch als Betonschleifer eingesetzt werden. Moderne Putzfräsen als Handgeräte haben neben einer Absaughaube und einer Frästiefeneinstellung auch einen Drehzahlregler mit Leistungselektronik für eine konstante Drehzahl unter Belastung. Als besonderer Kennwert muss auch der untere Drehzahlbereich gesehen werden. Je niedriger sich dieser einstellen lässt, je besser ist der Abtrag bei problematischen thermoplastischen Altbeschichtungen, die ansonsten das Werkzeug zuschmieren würden.
Seit 2009 ist am Markt zu beobachten, dass die Putzfräse immer mehr von Betonschleifern verdrängt wird. Im Gegensatz zur Putzfräse bieten die Betonschleifer auch die Möglichkeit zum Einsatz von Schleiftellern mit PKD-Segmenten. Die PKD-Schleifteller sind nicht von den typischen Problemen einer Putzfräse, wie z. B. dem Festsetzen oder Zuschmieren der Fräsrädchen, betroffen.

## Arten
In einer einfachen Einteilung unterscheidet man drei Arten von Putzfräsen:

### Turm-Form
Der Elektromotor steht hierbei senkrecht zum zu bearbeitenden Untergrund, die Handgriffe sind rechts und links neben dem Motor angebracht.

### Winkelschleifer-Form
Der Elektromotor liegt bei diesen Geräten parallel zum zu bearbeitenden Untergrund; sein Antriebsmoment wird über ein Getriebe umgelenkt. Die Bedienung erfolgt wie bei einem Betonschleifer.  Anstelle des Bügelgriffes kann bei einigen Geräten auch ein Seiten- oder Knopfgriff montiert werden.

### Reine Bodenfräsen
Der Elektromotor steht hierbei senkrecht zum zu bearbeitenden Untergrund, der Handgriff ist über eine Deichsel mit der Antriebseinheit verbunden.

## Zubehör

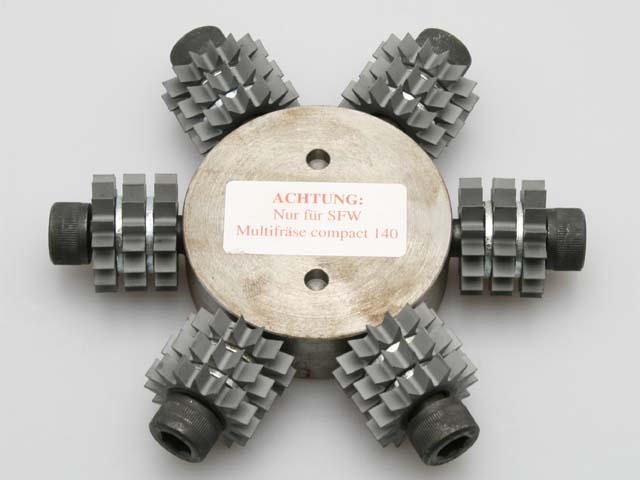
Fräswerkzeug mit spitzen Fräsrädchen. - Sie entfalten eine senkrecht auf den Untergrund wirkende Kraft.
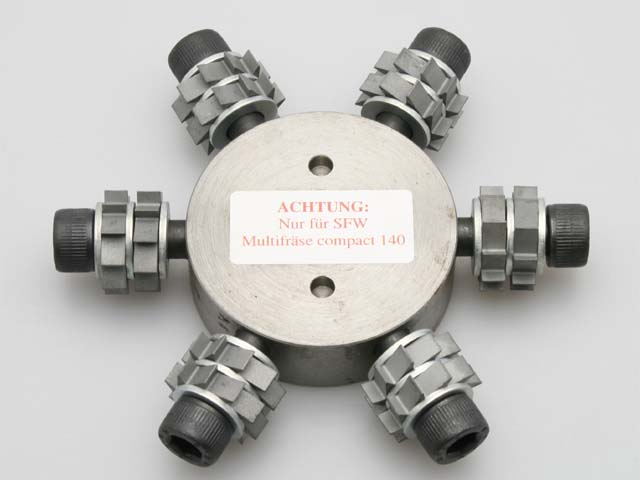
Fräswerkzeug mit flachen Fräsrädchen. - Sie entfalten eine schräg auf den Untergrund wirkende Kraft.
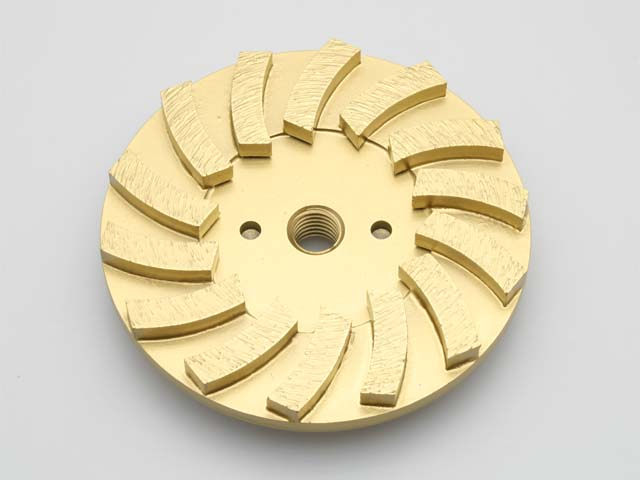
Diamantschleifteller. - Siehe dazu Schleifteller